# Khadan
Khadan (mongol cyrillique : Хадан), parfois orthographié Kadan ou Qadan est un gengiskhanide, fils du khagan Ögödei
Il attaque et prend Karakoum par deux fois à Ariq Boqa.